# Selaya
Selaya tỉnh và cộng đồng tự trị Cantabria, phía bắc Tây Ban Nha. Đô thị Selaya có diện tích là 32,29 ki-lô-mét vuông, dân số năm 2009 là 2026 người với mật độ 51,57 người/km². Đô thị này có cự ly km so với Santander.